# Paranisakiopsis coelorhynchi
Paranisakiopsis coelorhynchi is een rondwormensoort uit de familie van de Anisakidae. De wetenschappelijke naam van de soort is voor het eerst geldig gepubliceerd in 1941 door Yamaguti.